# Calamus temii
Calamus temii là loài thực vật có hoa thuộc họ Arecaceae. Loài này được T.Evans mô tả khoa học đầu tiên năm 2002.